# Діфаєнс (Огайо)
Діфаєнс (англ. Defiance) — місто (англ. city) в США, в окрузі Дефаєнс штату Огайо. Населення — 17 066 осіб (2020).

## Географія
Діфаєнс розташований за координатами 41°16′52″ пн. ш. 84°22′7″ зх. д. / 41.28111° пн. ш. 84.36861° зх. д. (41.281007, -84.368634).  За даними Бюро перепису населення США в 2010 році місто мало площу 31,41 км², з яких 30,09 км² — суходіл та 1,32 км² — водойми. В 2017 році площа становила 33,73 км², з яких 32,44 км² — суходіл та 1,29 км² — водойми.

## Демографія
Згідно з переписом 2010 року, у місті мешкали 16 494 особи в 6663 домогосподарствах у складі 4291 родини. Густота населення становила 525 осіб/км².  Було 7435 помешкань (237/км²).
Расовий склад населення:
| - 88,1 % — білих - 3,6 % — чорних або афроамериканців - 0,4 % — азіатів - 0,3 % — корінних американців - 4,8 % — осіб інших рас |

До двох чи більше рас належало 2,8 %. Частка іспаномовних становила 14,4 % від усіх жителів.
За віковим діапазоном населення розподілялося таким чином: 24,1 % — особи молодші 18 років, 60,6 % — особи у віці 18—64 років, 15,3 % — особи у віці 65 років та старші. Медіана віку мешканця становила 37,1 року. На 100 осіб жіночої статі у місті припадало 93,4 чоловіків;  на 100 жінок у віці від 18 років та старших — 89,4 чоловіків також старших 18 років.
Середній дохід на одне домашнє господарство  становив 55 673 долари США (медіана — 44 393), а середній дохід на одну сім'ю — 64 037 доларів (медіана — 56 285). Медіана доходів становила 44 347 доларів для чоловіків та 33 645 доларів для жінок. За межею бідності перебувало 18,3 % осіб, у тому числі 28,0 % дітей у віці до 18 років та 9,1 % осіб у віці 65 років та старших.
Цивільне працевлаштоване населення становило 7547 осіб. Основні галузі зайнятості: виробництво — 25,1 %, освіта, охорона здоров'я та соціальна допомога — 24,2 %, роздрібна торгівля — 12,5 %, мистецтво, розваги та відпочинок — 11,7 %.